# Desmos praecox
Desmos praecox är en kirimojaväxtart som först beskrevs av Joseph Dalton Hooker och Thomas Thomson och som fick sitt nu gällande namn av William Edwin Safford.
Desmos praecox ingår i släktet Desmos och familjen kirimojaväxter. Inga underarter finns listade i Catalogue of Life.